# Voznesensk
Voznesensk (em ucraniano:  Вознесенськ, em russo:  Вознесенск) é uma cidade da Ucrânia, situada no Oblast de Mykolaiv. Tem 22,56 km² de área e sua população em 2020 foi estimada em 34.404 habitantes.